# ヤン・ティールマン
ヤン・ウーヴェ・ティールマン（Jan Uwe Thielmann、2002年5月26日 - ）は、ドイツ・ラインラント＝プファルツ州フェーレン出身のプロサッカー選手。ブンデスリーガの1.FCケルンに所属している。ポジションはMF。

## 来歴
1.FCケルンのユースチームで早くから逸材として注目され、2018-19シーズンはU-17リーグで27試合17ゴールを記録。翌2019-20シーズンはU-19チームに昇格。13試合6ゴールまで決めたところで一気にトップチームに昇格。2019年12月14日のバイエル・レバークーゼン戦でブンデスリーガ初出場を果たし、2-0の勝利に貢献。若手有望株を揃えるケルンの中でも注目を集める存在となった。

## 代表経歴
2017年から各ユース世代のドイツ代表に随時招集されている。